# カワヒガイ
カワヒガイ（川鰉、学名：Sarcocheilichthys variegatus variegatus）はコイ科カマツカ亜科に属する魚。日本固有種である。サクラバエ、ヤナギバエの別名がある。形態がよく似るビワヒガイ S. v. microoculus とは亜種の関係となる。

## 分布
濃尾平野、琵琶湖流入河川、山口県を除く中国地方、九州北西部、壱岐島に分布する。

## 形態
全長は13cmほどになる。日本のヒガイの仲間のなかで最も小さく、吻が丸い、尾柄が太い、頭が小さいなどの違いがある。体色は黄褐色で、体側には黒色の縦帯があり、さらに黒色の雲状班が点在する。繁殖期には、体側の帯が不明瞭になり、オスは頬と鰓蓋が淡紅色になる。さらに目が赤くなる。また吻周辺や鰓蓋に追星が現れる。この婚姻色から、岐阜県ではサクラバエと呼ぶ。

## 生態
河川の中流から下流域の流れがゆるやかな場所や用水路の砂礫底のところに生息する。雑食性で、水生昆虫や小型巻貝、付着藻類などを食べる。繁殖期は5月から7月で、メスはイシガイやタガイなどの二枚貝の入水管に産卵管を挿入し、外套腔に産卵する。孵化した仔魚はすぐに貝の外に出る。2年で成熟し、寿命は4年ほどである。

## 保全状態評価
準絶滅危惧（NT）（環境省レッドリスト）